# Paul Moore (Bischof)
Paul Moore (* 15. November 1919; † 1. Mai 2003) war ein US-amerikanischer Bischof der Episkopalkirche der Vereinigten Staaten von Amerika in New York.

## Beruflicher Werdegang
Durch Geburt, geerbten Wohlstand, Freundschaftsnetzwerke und beruflichen Erfolg gehörte Bischof Moore der so genannten Liberal Establishment an, einer Gruppe, der unter anderem auch Kingman Brewster, Cyrus Vance und viele andere Absolventen des Yale Colleges angehörten.
Moore erlangte an der St. Paul's School in Concord (New Hampshire) die Hochschulreife und besuchte anschließend die Yale University, wie zuvor sein Vater und ältester Bruder. 1941 schloss Moore sein Studium dort ab und trat dem Marine Corps bei. Er erreichte den Rang eines Captain des Marine Corps und nahm unter anderem an der Schlacht um Guadalcanal im Zweiten Weltkrieg teil. Moore erhielt das Navy Cross, einen Silver Star und ein Purple Heart.
Nach seiner Rückkehr aus dem Zweiten Weltkrieg studierte Moore am General Theological Seminary in New York City und wurde nach seinem theologischen Studiumsabschluss 1949 ordiniert.
Moore wurde zum Rektor der Grace Church ernannt, einer innerstädtischen Kirchengemeinde im Van-Vorst-Viertel von Jersey City, wo er von 1949 bis 1957 tätig war. In dieser Zeit begann er, gegen soziale Missstände und Rassendiskriminierung als Aktivist zu kämpfen.
1957 wurde Moore Domdekan der Christ Church Cathedral in Indianapolis. Auch dort engagierte er sich in der Kirchengemeinde in sozialen Fragen. 1964 wurde zum Weihbischof der Episcopal Diocese of Washington durch Bischof Arthur Carl Lichtenberger sowie John Pares Craine und William Forman Creighton geweiht. Dort wurde er ein Aktivist für Bürgerrechte und ein Gegner des Vietnamkrieges. Moore lernte Martin Luther King kennen und marschierte mit ihm nach Selma sowie bei anderen Protestkundgebungen. Von 1970 bis 1972 war Moore Koadjutor unter dem anglikanischen Bischof Donegan in New York. Von 1972 bis 1989 war er der 13. anglikanische Bischof von New York. Zum Antritt seines Amtes als Oberhirte von New York druckte Newsweek Magazine ein Bild von Moore auf der Titelseite der Weihnachtsausgabe von 1972.
Während seiner Amtszeit war Moore als Aktivist gegen Rassismus und Armut engagiert und bekannt. Er vertrat die Interessen von Städten, die etwa 1950–1990 in den USA an einem Verteilungskampf mit deren Vororten um Steuereinnahmen, Bevölkerungsverlust und Verarmung litten, und verglich die Konzerne, die aus steuerlichen Gründen ihre Firmensitze verlegten, mit "Ratten, die ein sinkendes Schiff verlassen".
Seine liberalen politischen und sozialen Sichtweisen waren mit einem starken Traditionalismus in Bezug auf Liturgie und Glaubensbekenntnis verbunden. In seinen Schriften und seinen Predigten bezeichnete er sich selbst als "wiedergeborener Christ" und bezog sich dabei auf Bekehrungserlebnisse als Internatsschüler.

## Familie
1944 während seiner Zeit bei den Marine Corps heiratete Moore Jenny McKean, die aus einer privilegierten Bohème-Familie des North Shore Viertels von Boston stammte und die Madeira School, Vassar College und Barnard College besucht hatte. Deren Mutter war Margarett Sargent McKean, eine bekannte Malerin der Ashcan School in der Tradition von George Luks. Paul und Jenny hatten gemeinsam neun Kinder, und zum Zeitpunkt seines Todes hatte Moore viele Enkelkinder. Jenny McKean Moore veröffentlichte 1968 ein Buch über ihr Jahrzehnt in den Slums von Jersey City mit dem Titel The People on Second Street, das wohlwollende Rezensionen erhielt. Ihr damaliges Zuhause, das wohnblockähnliche Pfarrhaus der Grace Church, trägt heute zu Ehren von Moore den Namen Bishop Paul Moore Place. 1973 verstarb Jenny Moore an Darmkrebs.
18 Monate nach Jennys Tod heiratete Moore Brenda Hughes Eagle, eine kinderlose Witwe, die 22 Jahre jünger war als er. Sie verstarb 1999 an Alkoholismus. Sie war es, die um 1990 die bisexuelle Untreue ihres Ehemannes entdeckte und diese Erkenntnis an die Kinder weitergab.

## Homosexualität
Moore war der erste anglikanische Bischof in den Vereinigten Staaten, der eine offen lesbische Priesterin weihte. Trotz Proteste von einem anglikanischen Kleriker während der Weiheliturgie, legte er Ellen Barrett die Hände auf. In seinem Buch Take a Bishop Like Me von 1979 verteidigte er seine Position hierzu, mit dem Argument: viele Priester wären homosexuell, aber nur wenige hätten den Mut, dies öffentlich zu erklären.
Honor Moore, die älteste der neun Kinder von Moore und selbst lesbisch, enthüllte die Bisexualität ihres Vaters in einem Artikel über ihn im The New Yorker vom 3. März 2008. Darin beschreibt sie auch einen Anruf, den sie sechs Monate nach dem Tod ihres Vaters von einem Mann erhalten hatte, der als einziger Unbekannter im Testament ihres Vaters genannt wurde. Er pflegte über fast 30 Jahre eine tiefe Freundschaft und sexuelle Beziehungen zu ihrem Vater. Unter anderem unternahmen sie gemeinsame Reisen nach Patmos. Der Name des Liebhabers wurde im Magazinaufsatz nicht genannt.

## Bücher
Moore schrieb drei Bücher: The Church Reclaims the City (1965), Take a Bishop Like Me (1979) und seine Memoiren unter dem Titel Presences: A Bishop's Life in the City (1997).